# Erdao
Erdao (二道区,  Èrdào Qū) ist ein chinesischer Stadtbezirk in der Provinz Jilin im Nordosten der Volksrepublik China. Er gehört zum Verwaltungsgebiet der Unterprovinzstadt Changchun, der Provinzhauptstadt. Der Stadtbezirk hat eine Fläche von 965 km² und zählt 619.940 Einwohner (Stand: Zensus 2010).

## Administrative Gliederung
Auf Gemeindeebene setzt sich der Stadtbezirk aus sieben Straßenvierteln, sechs Großgemeinden und einer Gemeinde zusammen.